# Адміністративний поділ Італії
Згідно з Конституцією Італії від 11 грудня 1947 року (ст. 116), Італійська Республіка ділиться на 20 областей (італ. regione); п'ять з них, у яких компактно проживають етнічні та мовні меншини, мають спеціальний статус (італ. regione a statuto speciale), див. #автономні області Італії.
Області, крім Валле-д'Аости, поділяються на провінції (province). Усього в Італії 109 провінцій. З 2014—2016 років 12 областей включають в себе також метрополійні міста (città metropolitana). Дві провінції, Тренто та Больцано в області Трентіно-Альто-Адідже, мають автономний статус.
Провінції та метрополійні міста, своєю чергою, поділяються на комуни або громади (італ. comuni), які можуть також поділятися на фракції або територіальні частини (італ. frazioni).

## Області
Області Італії (в дужках вказані цифри на карті):
- Абруццо (1)
- Апулія (3)
- Базиліката (4)
- Венето (20)
- Емілія-Романья (7)
- Калабрія (5)
- Кампанія (6)
- Лаціо (9)
- Лігурія (10)
- Ломбардія (11)
- Марке (12)
- Молізе (13)
- П'ємонт (14)
- Тоскана (18)
- Умбрія (19)

в тому числі 5 автономних областей:
- Валле-д'Аоста (2)
- Сардинія (15)
- Сицилія (16)
- Трентіно-Альто-Адідже (17)
- Фріулі-Венеція-Джулія (8)

Консульська довідка для українців в Італії
- До консульського округу Посольства України в Італії входять 8 областей Італії: Лаціо, Сицилія, Сардинія, Тоскана, Умбрія, Марке, Абруццо, Молізе, а також 2 країни: Республіка Мальта, Республіка Сан-Марино
- Консульським округом Генерального консульства України в Мілані є Північна Італія, до нього входять 8 областей: П’ємонте, Лігурія, Ломбардія, Фріулі-Венеція-Джулія, Венето, Валь Д’Аоста, Трентіно-Альто Адідже, Емілія-Романія
- До консульського округу Генерального консульства України в Неаполі входять 4 південні області: (6) Кампанія, (5) Калабрія, (3) Апулья, (4) Базиліката

Кожна область (або регіон, італ. regione) має обраний парламент, що зветься Consiglio Regionale (регіональна рада), або Assemblea Regionale (регіональна асамблея) у Сицилії, і уряд, що зветься Giunta Regionale, у якому головує президент Presidente della Giunta Regionale або Presidente della Regione. Президент регіону обирається громадянами на прямих виборах, окрім Трентіно-Альто-Адідже і Валле-д'Аоста, де їх обирає регіональна рада.
В автономних областях є свої парламенти — обласні ради і уряди — джюнти, які мають повноваження у питаннях місцевого самоврядування.
Області (крім Валле-д'Аости) поділяються на провінції (італ. provincia), які поділяються на комуни.
| Регіон                | Адміністративний центр    | Населення  | Площа (км²) | Густота (ос./км²) | Провінції                                                                                             | Кількість комун |
| --------------------- | ------------------------- | ---------- | ----------- | ----------------- | --- | --------------- |
| Ломбардія             | Мілан                     | 9 032 554  | 23 861      | 378,5             | Бергамо, Брешія, Комо, Кремона, Лекко, Лоді, Мантуя, Мілан, Монца і Бріанца*, Павія, Сондріо, Варезе. | 1546            |
| Кампанія              | Неаполь                   | 5 701 931  | 13 592      | 419,5             | Авелліно, Беневенто, Казерта, Неаполь, Салерно.                                                       | 551             |
| Лаціо                 | Рим                       | 5 112 403  | 17 210      | 297,1             | Фрозіноне, Латина, Рієті, Рим, Вітербо.                                                               | 378             |
| Сицилія               | Палермо                   | 4 968 996  | 25 701      | 193,3             | Агрідженто, Кальтаніссетта, Катанія, Енна, Мессіна, Палермо, Рагуза, Сиракуза, Трапані.               | 390             |
| Венето                | Венеція                   | 4 527 694  | 18 390      | 246,2             | Беллуно, Падуя, Ровіго, Тревізо, Венеція, Верона, Віченца.                                            | 581             |
| П'ємонт               | Турин                     | 4 214 677  | 25 398      | 165,9             | Алессандрія, Асті, Б'єлла, Кунео, Новара, Турин, Вербано-Кузіо-Оссола, Верчеллі.                      | 1206            |
| Апулія                | Барі                      | 4 020 707  | 19 364      | 207,6             | Барі, Барлетта-Андрія-Трані, Бріндізі, Лечче, Фоджа, Таранто.                                         | 258             |
| Емілія-Романья        | Болонья                   | 3 983 346  | 22 122      | 180,1             | Болонья, Феррара, Форлі-Чезена, Модена, Парма, П'яченца, Равенна, Реджо-Емілія, Ріміні.               | 341             |
| Тоскана               | Флоренція                 | 3 497 806  | 22 990      | 152,1             | Ареццо, Фіренце, Гроссето, Ліворно, Лукка, Масса-Каррара, Піза, Пістоя, Прато, Сієна.                 | 287             |
| Калабрія              | Катандзаро                | 2 011 466  | 15 083      | 133,4             | Катандзаро, Козенца, Кротоне, Реджо-Калабрія, Вібо-Валентія.                                          | 409             |
| Сардинія              | Кальярі                   | 1 631 880  | 24 090      | 67,7              | Кальярі, Карбонія-Іглезіас, Медіо-Кампідано, Нуоро, Ольястра, Ольбія-Темпіо, Орістано, Сассарі.       | 377             |
| Лігурія               | Генуя                     | 1 571 783  | 5421        | 289,9             | Генуя, Імперія, Спеція, Савона.                                                                       | 235             |
| Марке                 | Анкона                    | 1 470 581  | 9695        | 151,7             | Анкона, Асколі-Пічено, Фермо*, Мачерата, Пезаро-е-Урбіно.                                             | 246             |
| Абруццо               | Л'Аквіла                  | 1 262 392  | 10 793      | 117,0             | К'єті, Л'Аквіла, Пескара, Терамо.                                                                     | 305             |
| Фріулі-Венеція-Джулія | Трієст                    | 1 165 761  | 7712        | 151,2             | Гориція, Порденоне, Трієст, Удіне.                                                                    | 219             |
| Трентіно-Альто-Адідже | Тренто і Больцано (Боцен) | 940 016    | 13 599      | 69,1              | Больцано, Тренто.                                                                                     | 339             |
| Умбрія                | Перуджа                   | 825 826    | 8454        | 97,7              | Перуджа, Терні.                                                                                       | 92              |
| Базиліката            | Потенца                   | 597 768    | 9992        | 59,8              | Матера, Потенца.                                                                                      | 131             |
| Молізе                | Кампобассо                | 320 601    | 4438        | 72,2              | Кампобассо, Ізернія.                                                                                  | 136             |
| Валле-д'Аоста         | Аоста                     | 119 548    | 3266        | 36,6              | - | 74              |
| Загалом у Італії      |                           | 56 977 736 | 301 171     | 189,2             | | 8101            |

## Провінції Італії
Провінція Італії — адміністративна одиниця другого рівня, між комуною і регіоном.
Провінція складається з великої кількості комун, і, зазвичай, кілька провінцій утворюють один регіон. Регіон Валле-д'Аоста є єдиною областю, що не має провінцій: її адміністративні функції виконує регіональний уряд, однак, зазвичай, вона розглядається як одна провінція. Усі провінції, крім автономних, входять до складу Союзу провінцій Італії
Адміністративно-правові норми про італійські провінції міститься в розділі V частини II Конституції Італії (починаючи з ст. 114). Кількість провінцій в Італії, в останні роки неухильно зростає. Позаяк багато нових провінцій виходять зі складу старих, часом маючи кількість населення менш ніж сто тисяч жителів (це менше, ніж деякі італійські Комуни). З 2006 року в Італії налічується 110 провінцій (у тому числі Валле-д'Аоста).
Кожна провінція очолюється президентом. Окрім того, кожна провінція має провінційну раду та виконавчий орган — провінційну джунту. Президент та члени Провінційної ради обираються громадянами провінції. Коаліція обраного президента (якому для перемоги необхідна абсолютна більшість голосів у першому або другому турі голосування) отримує три п'ятих місць у Провінційній раді. Джунта очолюється президентом, який призначає інших її членів (італ. assessori). У кожній провінції також є префект (італ. prefetto) — представник центрального уряду, який очолює організацію, що має назву Урядова територіальна префектурна служба (італ. prefettura-ufficio territoriale del governo).
Провінції також мають провінційну поліцію (італ. Polizia Provinciale), яка залежить від місцевих органів влади. Квестор (італ. Questor) є главою державної поліції (італ. Polizia di Stato) в провінції і його офіс називається квестура.
Провінції Больцано і Тренто є автономними: на відміну від усіх інших італійських провінцій вони мають законодавчі повноваження регіонів і не підпорядковані регіону, до складу якої входять (Трентіно-Альто-Адідже).

## Комуни Італії
В Італії є 7896 комун (за даними ISTAT 2024). Комуна може бути розділена на фракції (frazioni), що мають обмежені консультативні повноваження.
Органами влади в комуні є рада комуни (consiglio comunale), збори комуни (giunta comunale) і мер комуни (sindaco). Комуни входять до складу провінції (provincia), але провінція не виконує роль посередника комуни у відносинах з регіоном, своєю чергою регіон (regione) не виконує роль посередника комуни у відносинах з Урядом. Кожна з цих адміністративних одиниць, бувши наділеною статусом юридичної особи, може мати прямі відносини одна з одною (наприклад комуна може звернутися до регіону).
Комуни можуть ділити свою територію на округи (італ. circoscrizioni) з метою забезпечення безпосереднішої участі населення в управлінні комуною. Законом про фінанси 2007 року внесено зміни в умови для створення округів, що робить їх обов'язковими в комунах з населенням понад 250 тисяч осіб, а там, де населення становить 100—250 тисяч осіб — на власний розсуд.